# Elecciones parlamentarias de Finlandia
Bajo el sistema parlamentario de Finlandia, el primer ministro puede pedir al presidente la disolución del parlamento en cualquier momento de su mandato de 4 años, lo que daría lugar a elecciones anticipadas. Sin embargo, esto no se ha producido en las dos últimas décadas y las elecciones parlamentarias han tenido lugar el tercer domingo de marzo en 1991, 1995, 1999, 2003 y 2007. Las elecciones de 2011 se celebraron el 17 de abril de dicho año. Las elecciones de 2015 se celebraron el 19 de abril.
El sistema D'Hondt de representación proporcional vigente en Finlandia favorece una pluralidad de partidos políticos y ha dado lugar a varios gabinetes de coalición, pero tiende a favorecer a los partidos grandes y con mayor tradición. El primer ministro es nombrado por el presidente basándose en el voto en las elecciones parlamentarias. Normalmente el líder del partido más votado pasa a ser el siguiente primer ministro.

## Lista de elecciones parlamentarias
- Elecciones parlamentarias de Finlandia de 1991
- Elecciones parlamentarias de Finlandia de 1995
- Elecciones parlamentarias de Finlandia de 1999
- Elecciones parlamentarias de Finlandia de 2003
- Elecciones parlamentarias de Finlandia de 2007
- Elecciones parlamentarias de Finlandia de 2011
- Elecciones parlamentarias de Finlandia de 2015